# Desa Kwasen (administrativ by i Indonesien, lat -7,04, long 109,53)
Desa Kwasen är en administrativ by i Indonesien.   Den ligger i provinsen Jawa Tengah, i den västra delen av landet, 300 km öster om huvudstaden Jakarta.